# Pentadekagon
En pentadekagon er i geometrien en polygon med femten sider og femten vinkler. Vinkelsummen i en pentadekagon er 2340°. I en regulær pentadekagon har alle sider samme længde og alle vinkler er lig 156°. 

## Konstruktion
En regulær pentadekagon kan konstrueres med passer og lineal.
Animationen herunder viser konstruktionen af en pentadekagon. Det er vigtigt at passerradiusen holdes konstant i trin 14 til 21.